# Объединённая германская команда
Объединённая германская команда (ОГК) — в 1956—1964 команда на Олимпийских играх, а также на официальных международных соревнованиях в некоторых видах спорта (например, в гандболе, лёгкой атлетике), в составе которой совместно выступали спортсмены ФРГ, ГДР и Западного Берлина (на летних Играх 1956 года — также и Саара).
За время существования Объединённая германская команда завоевала на Олимпийских играх 36 золотых, 58 серебряных и 41 бронзовую медаль, заняв 3-е место в неофициальном командном зачёте на летних Играх 1960 и 1964 годов.

## История
На зимних и летних Играх 1952 года из Германии выступали 2 команды — ФРГ и французского протектората Саар — их национальные олимпийские комитеты были признаны в 1950 году.
В 1955 году Международный олимпийский комитет признал НОК ГДР с условием, что спортсмены ГДР будут выступать объединённой командой с ФРГ. Состав команды определялся по результатам специальных отборочных соревнований.
НОК Саара, хотя и получил приглашение на Игры 1956 года, однако 21 сентября заявил о самороспуске (формально самороспуск произошёл в 1957 году; в том же году Саар был присоединён к ФРГ), и спортсмены Саара выступали в составе ОГК. Представительница Саара Тереза Ценц завоевала серебряную медаль в гребле на байдарках.
В 1965 году МОК разрешил ГДР выступать самостоятельной командой.

## Атрибутика
В 1956 году в качестве флага использовался флаг Германии — чёрно-красно-жёлтое полотнище, служившее одновременно и флагом ФРГ, и флагом ГДР. В 1959 году был принят новый флаг ГДР, в связи с чем возникла необходимость создания специального флага Объединённой германской команды. Им стал чёрно-красно-золотой флаг Германии с белыми олимпийскими кольцами на красной полосе.
В качестве гимна использовалась «Ода к радости» Бетховена.
|  |  | Ода к радости инструментальная версия Помощь по воспроизведению файла |

Хотя на зимних и летних Играх 1968 года спортсмены ФРГ и ГДР были представлены отдельными командами, они по-прежнему выступали под флагом ОГК и «Одой к радости» в качестве гимна.
Код МОК для ОГК во время Олимпийских игр 1956—1964 годов — GER; позднее МОК официально утвердил другой код — EUA (фр. Equipe Unifiée Allemande).

### Знаменосцы на Олимпийских играх
Знаменосцами Объединённой германской команды на церемониях открытия были:
| Игры                    | Место проведения        | Спортсмен                      | Страна                  | Вид спорта                    |
| зимние Олимпийские игры | зимние Олимпийские игры | зимние Олимпийские игры        | зимние Олимпийские игры | зимние Олимпийские игры       |
| ----------------------- | ----------------------- | ------------------------------ | ----------------------- | ----------------------------- |
| 1956                    | Кортина-д’Ампеццо       | Андреас Остлер                 | ФРГ                     | бобслей                       |
| 1960                    | Скво-Вэлли              | Хельмут Рекнагель              | ГДР                     | прыжки на лыжах с трамплина   |
| 1964                    | Инсбрук                 | Георг Тома                     | ФРГ                     | лыжное двоеборье              |
| летние Олимпийские игры |                         |                                |                         |                               |
| 1956                    | Мельбурн Стокгольм      | Карл-Фридрих Хаас Фриц Тидеман | ФРГ ФРГ                 | тяжёлая атлетика конный спорт |
| 1960                    | Рим                     | Фриц Тидеман                   | ФРГ                     | конный спорт                  |
| 1964                    | Токио                   | Ингрид Кремер                  | ГДР                     | прыжки в воду                 |

## ОГК на летних Олимпийских играх

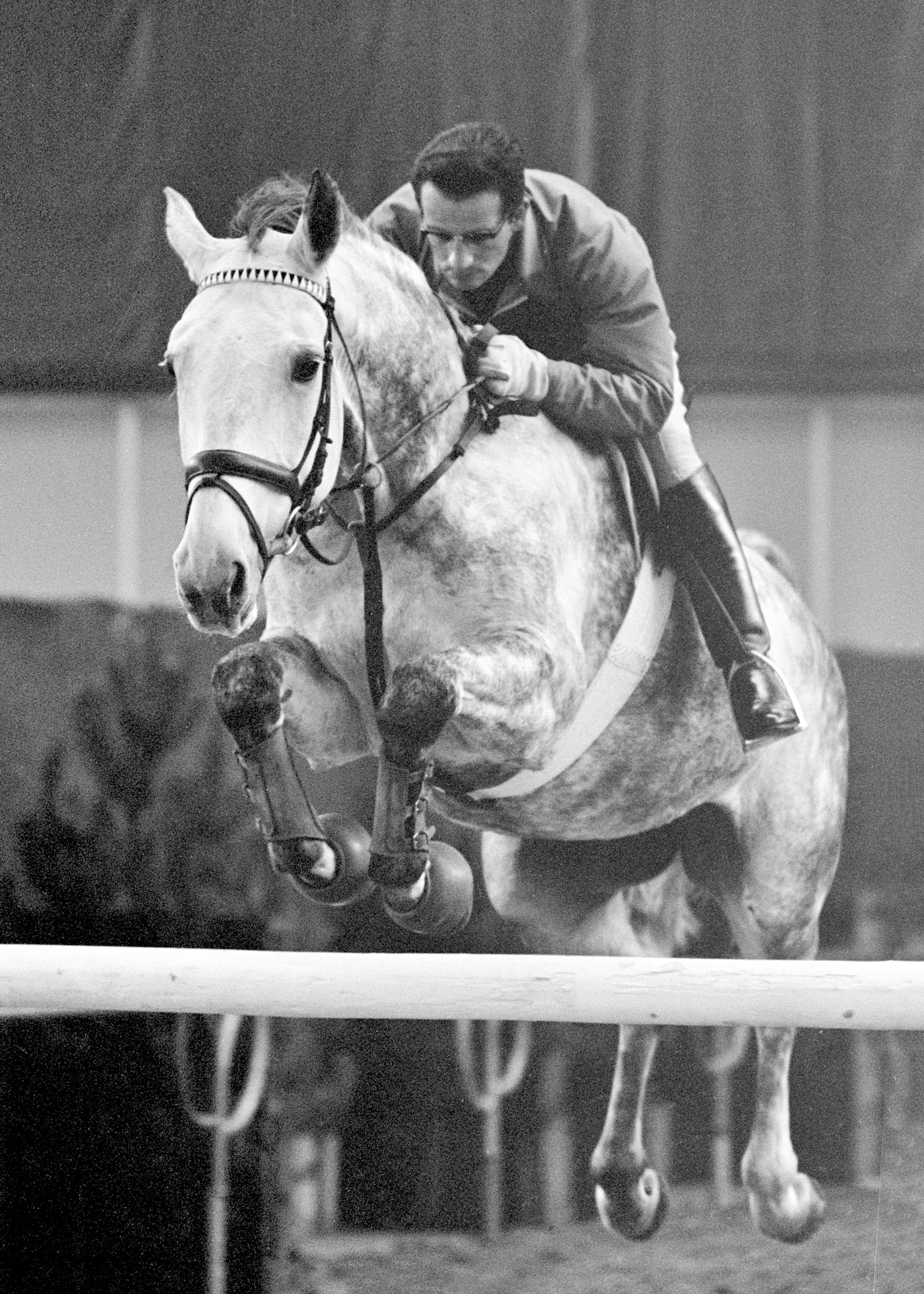
Ханс Гюнтер Винклер в составе ОГК стал 4-кратным олимпийским чемпионом
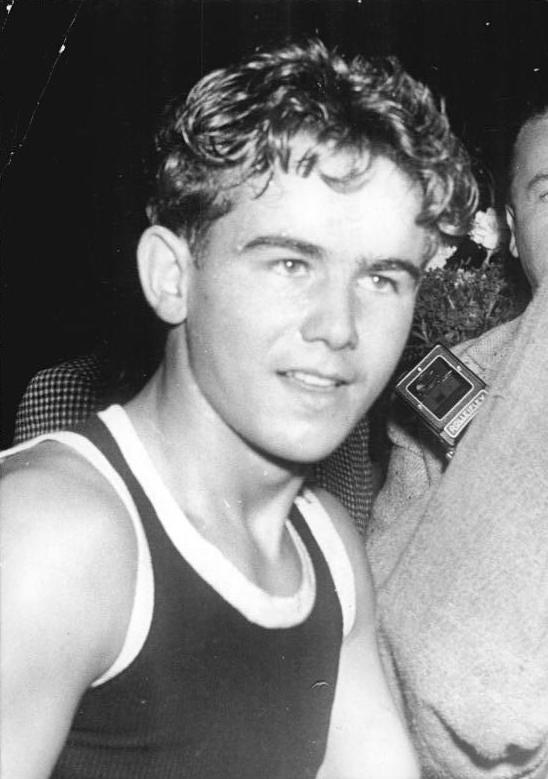
Вольфганг Берендт — первый олимпийский чемпион из ГДР
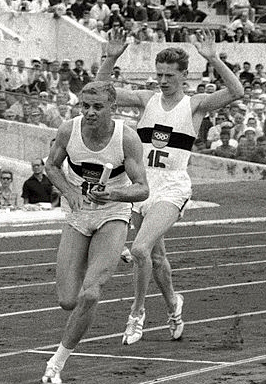
Армин Хари принимает эстафету у Бернда Кульмана в финале на ОИ 1960
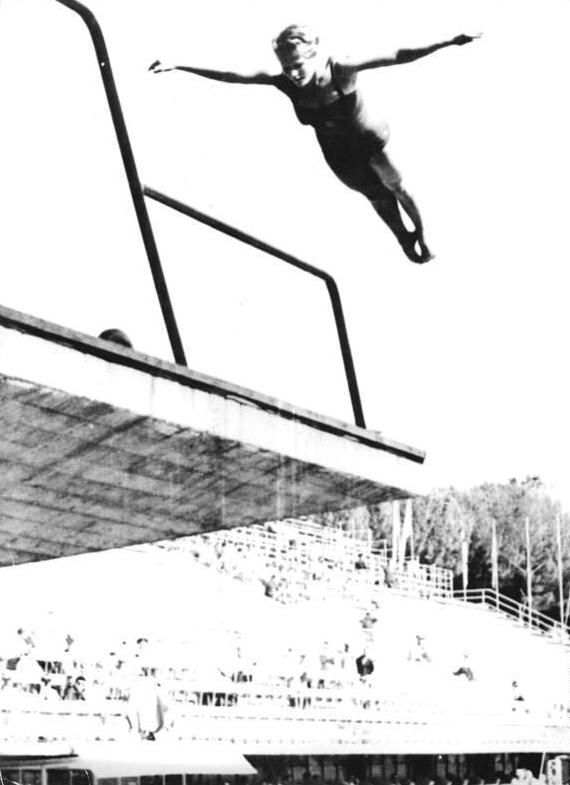
Ингрид Кремер в составе ОГК стала 3-кратной олимпийской чемпионкой

|                    | 1-е места | 2-е места | 3-е места | 4-е места | 5-е места | 6-е места | Очки  | Количество спортсменов |
| 1956               | 1956      | 1956      | 1956      | 1956      | 1956      | 1956      | 1956  | 1956                   |
| ------------------ | --------- | --------- | --------- | --------- | --------- | --------- | ----- | ---------------------- |
|                    | 6         | 13        | 7         | 14        | 11        | 10        | 206   |                        |
| ФРГ (включая Саар) | 5         | 9         | 5         | 12        | 6         | 4         | 149,5 | 79 %                   |
| ГДР                | 1         | 4         | 2         | 2         | 5         | 5         | 55,5  | 21 %                   |
| смешанные команды  | —         | —         | —         | —         | —         | 1         | 1     |                        |
| 1960               |           |           |           |           |           |           |       |                        |
|                    | 12        | 19        | 11        | 13        | 5         | 9         | 280,5 |                        |
| ФРГ                | 9         | 10        | 4         | 10        | 3         | 5         | 170   | 59 %                   |
| ГДР                | 2         | 9         | 7         | 3         | 2         | 4         | 103,5 | 41 %                   |
| смешанные команды  | 1         | —         | —         | —         | —         | —         | 7     |                        |
| 1964               |           |           |           |           |           |           |       |                        |
|                    | 10        | 22        | 18        | 13        | 15        | 21        | 337,5 |                        |
| ФРГ                | 7         | 10        | 13        | 2         | 9         | 15        | 186,5 | 48 %                   |
| ГДР                | 3         | 8         | 3         | 11        | 5         | 5         | 120   | 52 %                   |
| смешанные команды  | —         | 4         | 2         | —         | 1         | 1         | 31    |                        |
| Всего              | 28        | 54        | 36        | 40        | 31        | 40        |       |                        |

| Вид спорта                  | Золото | Серебро | Бронза | Всего |
| --------------------------- | ------ | ------- | ------ | ----- |
| Конный спорт                | 5      | 5       | 4      | 14    |
| Лёгкая атлетика             | 4      | 18      | 8      | 30    |
| Гребля на байдарках и каноэ | 4      | 5       | 2      | 11    |
| Академическая гребля        | 4      | 4       | 1      | 9     |
| Прыжки в воду               | 3      | 1       | 0      | 4     |
| Плавание                    | 1      | 5       | 6      | 12    |
| Борьба                      | 1      | 5       | 3      | 9     |
| Велоспорт                   | 1      | 4       | 2      | 7     |
| Бокс                        | 1      | 3       | 2      | 6     |
| Фехтование                  | 1      | 1       | 2      | 4     |
| Гимнастика                  | 1      | 1       | 1      | 3     |
| Парусный спорт              | 1      | 1       | 1      | 3     |
| Стрельба                    | 1      | 0       | 1      | 2     |
| Дзюдо                       | 0      | 1       | 1      | 2     |
| Хоккей на траве             | 0      | 0       | 1      | 1     |
| Футбол                      | 0      | 0       | 1      | 1     |
| Всего                       | 28     | 54      | 36     | 118   |

- Ханс Гюнтер Винклер 
 в составе ОГК стал 4-кратным олимпийским чемпионом
- Вольфганг Берендт 
 — первый олимпийский чемпион из ГДР
- Армин Хари 
 принимает эстафету у Бернда Кульмана в финале на ОИ 1960
- Ингрид Кремер 
 в составе ОГК стала 3-кратной олимпийской чемпионкой

### Олимпийские игры 1956
Объединённая германская команда завоевала 6 золотых, 13 серебряных, 7 бронзовых медалей:
- «золото» 
  - бокс — легчайший вес — Вольфганг Берендт (ГДР)
  - гимнастика — опорный прыжок — Хельмут Банц (ФРГ)
  - гребля на байдарках и каноэ — K-2, 1000 м — Михель Шойер, Майнрад Мильтенбергер (ФРГ)
  - конный спорт — преодоление препятствий, личное первенство — Ханс Гюнтер Винклер (ФРГ)
  - конный спорт — преодоление препятствий, командное первенство — команда ФРГ (Ханс Гюнтер Винклер, Фриц Тидеман, Альфонс Лютке-Вестхюэс)
  - плавание — 400 м, вольный стиль (женщины) — Урсула Хаппе (ФРГ)

- «серебро» 
  - бокс — лёгкий вес — Харри Куршат (ФРГ)
  - борьба — греко-римский стиль, тяжёлый вес — Вильфрид Дитрих (ФРГ)
  - академическая гребля — двойка с рулевым — команда ФРГ (Карл-Генрих фон Гроддек, Хорст Арндт, Райнер Борковски)
  - гребля на байдарках и каноэ — K-2, 10 000 м — Фриц Бриль, Теодор Кляйне (ФРГ)
  - гребля на байдарках и каноэ — K-1, 500 м (женщины) — Тереза Ценц (Саар)
  - конный спорт — выездка, командное первенство — команда ФРГ (Лизелот Линзенхофф, Ханнелоре Вейгант, Аннелизе Кюпперс)
  - конный спорт — троеборье, личное первенство — Август Лютке-Вестхюэс (ФРГ)
  - конный спорт — троеборье, командное первенство — команда ФРГ (Август Лютке-Вестхюэс, Отто Роте, Клаус Вагнер)
  - лёгкая атлетика — бег 400 м — Карл-Фридрих Хаас (ФРГ)
  - лёгкая атлетика — бег 1500 м — Клаус Рихтценхайн (ГДР)
  - лёгкая атлетика — бег 100 м (женщины) — Криста Штубник (ГДР)
  - лёгкая атлетика — бег 200 м (женщины) — Криста Штубник (ГДР)
  - лёгкая атлетика — бег 80 м с барьерами (женщины) — Гизела Кёлер (ГДР)

- «бронза» 
  - велоспорт — групповая шоссейная гонка, командный зачёт — команда ГДР (Хорст Тюллер, Густав-Адольф Шур, Райнхольд Поммер)
  - гребля на байдарках и каноэ — K-1, 10 000 м — Михель Шойер (ФРГ)
  - конный спорт — выездка, личное первенство — Лизелот Линзенхофф (ФРГ)
  - лёгкая атлетика — эстафета 4×100 м — команда ФРГ (Лотар Кнёрцер, Леонард Поль, Хайнц Фюттерер, Манфред Гермар)
  - лёгкая атлетика — толкание ядра (женщины) — Марианна Вернер (ФРГ)
  - плавание — 400 м, вольный стиль (женщины) — Эва-Мария тен Эльзен (ГДР)
  - хоккей на траве — сборная ФРГ

### Олимпийские игры 1960
Объединённая германская команда завоевала 12 золотых, 19 серебряных, 11 бронзовых медалей:
- «золото» 
  - борьба — вольный стиль, тяжёлый вес — Вильфрид Дитрих (ФРГ)
  - академическая гребля — двойка с рулевым — команда ФРГ (Бернхард Кнубель, Хайнц Реннеберг, Клаус Церта)
  - академическая гребля — четвёрка с рулевым — команда ФРГ (Герд Цинтль, Хорст Эффертц, Клаус Рикеман, Юрген Литц, Михаэль Обст)
  - академическая гребля — восьмёрка — команда ФРГ (Клаус Биттнер, Карл-Хайнц Хопп, Ханс Ленк, Манфред Рульффс, Франк Шепке, Крафт Шепке, Вальтер Шрёдер, Карл-Генрих фон Гроддек, Вилли Падге)
  - гребля на байдарках и каноэ — K-1, эстафета 4×500 м — команда (Пауль Ланге /ФРГ/, Гюнтер Перлеберг /ГДР/, Фридхельм Венцке /ФРГ/, Дитер Краузе /ГДР/)
  - конный спорт — преодоление препятствий, командное первенство — команда ФРГ (Ханс Гюнтер Винклер, Фриц Тидеман, Альвин Шокемёле)
  - лёгкая атлетика — бег 100 м — Армин Хари (ФРГ)
  - лёгкая атлетика — эстафета 4×100 м — команда ФРГ (Бернд Кульман, Армин Хари, Вальтер Малендорф, Мартин Лауэр), с рекордом мира
  - прыжки в воду — трамплин (женщины) — Ингрид Кремер (ГДР)
  - прыжки в воду — вышка (женщины) — Ингрид Кремер (ГДР)
  - стрельба пулевая — малокалиберная винтовка, лёжа 60 выстрелов — Петер Конке (ФРГ)
  - фехтование — рапира (женщины), личное первенство — Хайди Шмид (ФРГ)

- «серебро» 
  - борьба — греко-римский стиль, 2-й полусредний вес — Гюнтер Маричнигг (ФРГ)
  - борьба — греко-римский стиль, средний вес — Лотар Метц (ГДР)
  - борьба — греко-римский стиль, тяжёлый вес — Вильфрид Дитрих (ФРГ)
  - велоспорт — гит с места 1000 м — Дитер Гизелер (ФРГ)
  - велоспорт — спринтерская гонка на тандемах 2000 м — Юрген Симон, Лотар Штебер (ГДР)
  - велоспорт — командная гонка преследования 4000 м — команда ГДР (Зигфрид Кёлер, Петер Грёнинг, Манфред Климе, Бернд Барлебен)
  - велоспорт — командная шоссейная гонка 100 км — команда ГДР (Густав-Адольф Шур, Эгон Адлер, Эрих Хаген, Гюнтер Лерке)
  - академическая гребля — одиночка — Ахим Хилль (ГДР)
  - гребля на байдарках и каноэ — K-1, 500 м (женщины) — Тереза Ценц (ФРГ)
  - гребля на байдарках и каноэ — K-2, 500 м (женщины) — Тереза Ценц, Ингрид Хартман (ФРГ)
  - лёгкая атлетика — бег 400 м — Карл Кауфман (ФРГ)
  - лёгкая атлетика — бег 5000 м — Ханс Гродоцки (ГДР)
  - лёгкая атлетика — бег 10 000 м — Ханс Гродоцки (ГДР)
  - лёгкая атлетика — эстафета 4×400 м — команда ФРГ (Ханс-Йоахим Ряске, Манфред Киндер, Йоханнес Кайзер, Карл Кауфман)
  - лёгкая атлетика — метание копья — Вальтер Крюгер (ГДР)
  - лёгкая атлетика — бег 200 м (женщины) — Ютта Хайне (ФРГ)
  - лёгкая атлетика — эстафета 4×100 м (женщины) — команда ФРГ (Марта Лангбайн, Анни Бихль, Брунхильде Хендрикс, Ютта Хайне)
  - лёгкая атлетика — толкание ядра (женщины) — Йоханна Люттге (ГДР)
  - плавание — 200 м, брасс (женщины) — Вилтруд Урзельман (ФРГ)

- «бронза» 
  - бокс — тяжёлый вес — Гюнтер Зигмунд (ГДР)
  - конный спорт — выездка, личное первенство — Йозеф Неккерман (ФРГ)
  - лёгкая атлетика — бег 800 м (женщины) — Урсула Донат (ГДР)
  - лёгкая атлетика — бег 80 м с барьерами (женщины) — Гизела Биркемайер-Кёлер (ГДР)
  - лёгкая атлетика — прыжки в длину (женщины) — Хилдрун Клаус (ГДР)
  - плавание — 200 м, брасс (женщины) — Барбара Гёбель (ГДР)
  - плавание — эстафета 4×100 м, вольный стиль (женщины) — команда ГДР (Кристель Штеффин, Хайди Пехштайн, Гизела Вайс, Урсула Брюннер)
  - плавание — комбинированная эстафета 4×100 м (женщины) — команда ГДР (Ингрид Шмидт, Урсула Кюпер, Бербель Фурман, Урсула Брюннер)
  - стрельба пулевая — малокалиберная винтовка, 3×40 выстрелов — Клаус Церингер (ФРГ)
  - фехтование — рапира, командное первенство — команда ФРГ (Юрген Брехт, Тим Герресхайм, Эберхард Мехль, Юрген Тойеркауф)
  - парусный спорт — класс «Летучий голландец» — экипаж ФРГ (Рольф Мулка, Инго фон Бредов)

### Олимпийские игры 1964
Объединённая германская команда завоевала 10 золотых, 22 серебряных, 18 бронзовых медалей:
- «золото» 
  - велоспорт — командная гонка преследования 4000 м — команда ФРГ (Лотар Клесгес, Карл-Хайнц Хенрикс, Карл Линк, Эрнст Штренг)
  - академическая гребля — четвёрка с рулевым — команда ФРГ (Петер Нойзель, Бернхард Бриттинг, Йоахим Вернер, Эгберт Хиршфельдер, Юрген Эльке)
  - гребля на байдарках и каноэ — C-1, 1000 м — Юрген Эшерт (ГДР)
  - гребля на байдарках и каноэ — K-2, 500 м (женщины) — Росвита Эссер, Аннемари Циммерман (ФРГ)
  - конный спорт — выездка, командное первенство — команда ФРГ (Харри Больдт, Райнер Климке, Йозеф Неккерман)
  - конный спорт — преодоление препятствий, командное первенство — команда ФРГ (Герман Шридде, Курт Ярасински, Ханс Гюнтер Винклер)
  - лёгкая атлетика — десятиборье — Вильгельм Хольдорф (ФРГ)
  - лёгкая атлетика — бег 80 м с барьерами (женщины) — Карин Бальцер (ГДР)
  - парусный спорт — класс «Финн» — Вильгельм Кувайде (ФРГ)
  - прыжки в воду — трамплин (женщины) — Ингрид Энгель-Кремер (ГДР)

- «серебро» 
  - бокс — 2-й полусредний вес — Эмиль Шульц (ФРГ)
  - бокс — тяжёлый вес — Ханс Хубер (ФРГ)
  - борьба — вольный стиль, 1-й полусредний вес — Клаус-Юрген Рост (ФРГ)
  - гимнастика — опорный прыжок (женщины) — Биргит Радохла (ГДР)
  - академическая гребля — одиночка — Ахим Хилль (ГДР)
  - академическая гребля — восьмёрка — команда ФРГ (Клаус Эффке, Клаус Биттнер, Карл-Генрих фон Гроддек, Ханс-Юрген Валльбрехт, Клаус Беренс, Юрген Шрёдер, Юрген Плагеман, Хорст Майер, Томас Аренс)
  - гребля на байдарках и каноэ — K-2, 1000 м — команда (Гюнтер Перлеберг /ГДР/, Бернхард Шульце /ФРГ/, Фридхельм Венцке /ФРГ/, Хольгер Цандер /ФРГ/)
  - дзюдо — средний вес — Вольфганг Хоффман (ФРГ)
  - конный спорт — выездка, личное первенство — Харри Больдт (ФРГ)
  - конный спорт — преодоление препятствий, личное первенство — Герман Шридде (ФРГ)
  - лёгкая атлетика — бег 5000 м — Харальд Норпот (ФРГ)
  - лёгкая атлетика — ходьба 20 км — Дитер Линднер (ГДР)
  - лёгкая атлетика — прыжки с шестом — Вольфганг Райнхардт (ФРГ)
  - лёгкая атлетика — толкание ядра (женщины) — Ренате Гариш (ГДР)
  - лёгкая атлетика — метание диска (женщины) — Ингрид Лотц (ГДР)
  - парусный спорт — класс «Дракон» — экипаж ГДР (Петер Аренд, Вильфрид Лоренц, Ульрих Менсе)
  - плавание — 200 м, вольный стиль — Франк Виганд (ГДР)
  - плавание — эстафета 4×100 м, вольный стиль — команда (Хорст Леффлер, Франк Виганд /ГДР/, Уве Якобсен, Ханс-Йоахим Кляйн /ФРГ/)
  - плавание — эстафета 4×200 м, вольный стиль — команда (Хорст-Гюнтер Грегор /ГДР/, Герхард Хец /ФРГ/, Франк Виганд /ГДР/, Ханс-Йоахим Кляйн /ФРГ/)
  - плавание — комбинированная эстафета 4×100 м — команда (Эрнст-Йоахим Кюпперс /ФРГ/, Эгон Хеннингер /ГДР/, Хорст-Гюнтер Грегор /ГДР/, Ханс-Йоахим Кляйн /ФРГ/)
  - прыжки в воду — вышка (женщины) — Ингрид Энгель-Кремер (ГДР)
  - фехтование — рапира (женщины), личное первенство — Хельга Меес (ФРГ)

- «бронза» 
  - бокс — полулёгкий вес — Хайнц Шульц (ГДР)
  - борьба — греко-римский стиль, средний вес — Лотар Метц (ГДР)
  - борьба — греко-римский стиль, полутяжёлый вес — Хайнц Киль (ФРГ)
  - борьба — греко-римский стиль, тяжёлый вес — Вильфрид Дитрих (ФРГ)
  - велоспорт — спринтерская гонка на тандемах 2000 м — Вилли Фуггерер, Клаус Кобуш (ФРГ)
  - гимнастика — командное первенство — команда (Зигфрид Фюлле /ГДР/, Клаус Кёсте /ГДР/, Эрвин Копе, Петер Вебер /ГДР/, Филипп Фюрст /ФРГ/, Гюнтер Лис)
  - академическая гребля — двойка без рулевого — команда ФРГ (Михаэль Шванн, Вольфганг Хоттенротт)
  - гребля на байдарках и каноэ — K-2, 1000 м — Хайнц Бюкер, Хольгер Цандер (ФРГ)
  - дзюдо — абсолютная категория — Клаус Глан (ФРГ)
  - конный спорт — троеборье, личное первенство — Фриц Лиггес (ФРГ)
  - конный спорт — троеборье, командное первенство — команда (Фриц Лиггес /ФРГ/, Хорст Карстен /ФРГ/, Герхард Шульц /ГДР/)
  - лёгкая атлетика — прыжки с шестом — Клаус Ленерц (ФРГ)
  - лёгкая атлетика — метание молота — Уве Байер (ФРГ)
  - лёгкая атлетика — десятиборье — Ханс-Йоахим Вальде (ФРГ)
  - плавание — 100 м, вольный стиль — Ханс-Йоахим Кляйн (ФРГ)
  - плавание — 400 м, комплексное плавание — Герхард Хец (ФРГ)
  - фехтование — рапира (женщины), командное первенство — команда ФРГ (Хайди Шмид, Хельга Меес, Роземари Шербергер, Гудрун Тойеркауф)
  - футбол — сборная ГДР

## ОГК на зимних Олимпийских играх
|                   | 1-е места | 2-е места | 3-е места | 4-е места | 5-е места | 6-е места | Очки |
| 1956              | 1956      | 1956      | 1956      | 1956      | 1956      | 1956      | 1956 |
| ----------------- | --------- | --------- | --------- | --------- | --------- | --------- | ---- |
|                   | 1         | —         | 1         | 2         | 1         | 2         | 21   |
| ФРГ               | 1         | —         | —         | 2         | 1         | 2         | 17   |
| ГДР               | —         | —         | 1         | —         | —         | —         | 4    |
| 1960              |           |           |           |           |           |           |      |
|                   | 4         | 3         | 1         | 1         | 3         | 3         | 58,5 |
| ФРГ               | 2         | 2         | 1         | 1         | 2         | 3         | 37,5 |
| ГДР               | 2         | 1         | —         | —         | —         | —         | 19   |
| смешанные команды | —         | —         | —         | —         | 1         | —         | 2    |
| 1964              |           |           |           |           |           |           |      |
|                   | 3         | 3         | 3         | 6         | 6         | 2         | 80   |
| ФРГ               | 1         | 1         | 3         | 2         | 4         | 1         | 39   |
| ГДР               | 2         | 2         | —         | 3         | 2         | 1         | 38   |
| смешанные команды | —         | —         | —         | 1         | —         | —         | 3    |
| Всего             | 8         | 6         | 5         | 9         | 10        | 7         |      |

| Вид спорта                  | Золото | Серебро | Бронза | Всего |
| --------------------------- | ------ | ------- | ------ | ----- |
| Санный спорт                | 2      | 2       | 1      | 5     |
| Горнолыжный спорт           | 2      | 1       | 2      | 5     |
| Фигурное катание            | 1      | 2       | 0      | 3     |
| Конькобежный спорт          | 1      | 1       | 0      | 2     |
| Лыжное двоеборье            | 1      | 0       | 1      | 2     |
| Прыжки на лыжах с трамплина | 1      | 0       | 1      | 2     |
| Всего                       | 8      | 6       | 5      | 19    |

### Зимние Олимпийские игры 1956
Объединённая германская команда завоевала 1 золотую, 1 бронзовую медаль:
- «золото» 
  - горнолыжный спорт — гигантский слалом (женщины) — Роза Райхерт (ФРГ)

- «бронза» 
  - лыжный спорт — прыжки с трамплина — Харри Гласс (ГДР)

### Зимние Олимпийские игры 1960
Объединённая германская команда завоевала 4 золотые, 3 серебряные, 1 бронзовую медаль:
- «золото» 
  - горнолыжный спорт — скоростной спуск (женщины) — Хайди Библь (ФРГ)
  - конькобежный спорт — 500 м (женщины) — Хельга Хаазе (ГДР)
  - лыжный спорт — прыжки с трамплина — Хельмут Рекнагель (ГДР)
  - лыжный спорт — северное двоеборье — Георг Тома (ФРГ)

- «серебро» 
  - горнолыжный спорт — скоростной спуск — Ханспетер Ланиг (ФРГ)
  - конькобежный спорт — 1000 м (женщины) — Хельга Хаазе (ГДР)
  - фигурное катание — парное катание — Марика Килиус, Ханс-Юрген Боймлер (ФРГ)

- «бронза» 
  - горнолыжный спорт — специальный слалом (женщины) — Барби Хеннебергер (ФРГ)

### Зимние Олимпийские игры 1964
Объединённая германская команда завоевала 3 золотые, 3 серебряные, 3 бронзовую медаль:
- «золото» 
  - санный спорт — одноместные сани — Томас Кёлер (ГДР)
  - санный спорт — одноместные сани (женщины) — Ортрун Эндерляйн (ГДР)
  - фигурное катание — мужское одиночное катание — Манфред Шнельдорфер (ФРГ)

- «серебро» 
  - санный спорт — одноместные сани — Клаус Бонзак (ГДР)
  - санный спорт — одноместные сани (женщины) — Ильзе Гайслер (ГДР)
  - фигурное катание — парное катание — Марика Килиус, Ханс-Юрген Боймлер (ФРГ)[прим 2]

- «бронза» 
  - горнолыжный спорт — скоростной спуск — Вольфганг Бартельс (ФРГ)
  - лыжный спорт — северное двоеборье — Георг Тома (ФРГ)
  - санный спорт — одноместные сани — Ханс Пленк (ФРГ)

## ОГК в лёгкой атлетике
Лёгкая атлетика была одним из немногих видов спорта, где в 1956—1964 спортсмены ФРГ и ГДР выступали единой командой не только на Олимпийских играх, но и на других официальных международных соревнованиях — чемпионатах Европы (1958 и 1962). При этом в эстафетах (как и в легкоатлетических соревнованиях Олимпийских игр) выступали не совместные команды, а команды, победившие в отборе.
На обоих чемпионатах ОГК в неофициальном командном зачёте заняла 2-е место после сборной СССР (по количеству золотых медалей ОГК была ниже), при этом на чемпионате Европы 1962 в неофициальном командном зачёте у женщин ОГК вышла на первое место.
|      | 1-е места | 2-е места | 3-е места | 4-е места | 5-е места | 6-е места | Очки  |
| 1958 | 1958      | 1958      | 1958      | 1958      | 1958      | 1958      | 1958  |
| ---- | --------- | --------- | --------- | --------- | --------- | --------- | ----- |
|      | 6         | 5         | 10        | 5         | 4         | 5         | 135   |
| ФРГ  | 6         | 3         | 6         | 4         | 1         | 2         | 97    |
| ГДР  | —         | 2         | 4         | 1         | 3         | 3         | 38    |
| 1962 |           |           |           |           |           |           |       |
|      | 4         | 11        | 7         | 11        | 4         | 3         | 154.5 |
| ФРГ  | 3         | 5         | 6         | 7         | 2         | 2         | 97    |
| ГДР  | 1         | 6         | 1         | 4         | 2         | 1         | 57.5  |

Чемпионами Европы стали:
- 1958
  - мужчины — Армин Хари (100 м), Манфред Гермар (200 м), Мартин Лауэр (110 м с барьерами), команда ФРГ (4×100 м)
  - женщины — Лизель Якоби (прыжки в длину), Марианна Вернер (толкание ядра)
- 1962
  - мужчины — Манфред Матушевски (800 м — стал первым чемпионом Европы по лёгкой атлетике из ГДР), команды ФРГ (4×100 м и 4×400 м)
  - женщины — Ютта Хайне (200 м)

## ОГК в гандболе
В чемпионатах мира по гандболу, проводившихся в 1958—1962 годах, для ФРГ и ГДР выделялось одно место; с 1963 года эти государства стали выступать независимо друг от друга.
Чемпионат мира среди мужчин по гандболу 7×7
- 1958 — 3-е место — ОГК
- 1961 — 4-е место — ОГК

Чемпионат мира среди мужчин по гандболу 11×11
- 1959 — чемпион — ОГК

Чемпионат мира среди женщин по гандболу 7×7
- 1962 — отбор по сумме двух матчей (2:4 и 10:6) выиграла сборная ФРГ (занявшая в итоге 8-е место).

Чемпионат мира среди женщин по гандболу 11×11
- 1960 — 3-е место — ОГК

## Комментарии
1. 1 2 3 4  Очки в неофициальном командном зачёте, распространённом в 1920—1980-е годы. 
 Очки начислялись за первые 6 мест по системе: 7—5—4—3—2—1.
2. ↑  В 1966 году М. Килиус и Х.-Ю. Боймлер были лишены медалей за нарушение любительского статуса: стало известно, что они подписали профессиональные контракты до выступления на Играх. В 1987 году медали были возвращены, однако во многих официальных списках результатов второе место по-прежнему указывается как вакантное.